# Hungerbrunnental (Landschaftsschutzgebiet)
Das Hungerbrunnental ist ein vom Regierungspräsidium Nordwürttemberg am 6. September 1972 durch Verordnung ausgewiesenes Landschaftsschutzgebiet im Osten Baden-Württembergs.

## Lage und Beschreibung
Das etwa 38 km² große Landschaftsschutzgebiet umfasst das Tal des Hungerbrunnenbachs im Abschnitt von Hausen ob Lontal bis Gerstetten, das von Nordwesten entgegenkommende Sackental sowie den nördlichen Teil der Gemeindeflächen von Altheim und Weidenstetten mit dem Hirschtal und dem Hahnental.
Dabei liegen knapp 1.300 Hektar im Landkreis Heidenheim in den Gemeinden Herbrechtingen und Gerstetten, 121 Hektar auf Gemarkung Waldhausen (Stadt Geislingen an der Steige) im Landkreis Göppingen und ca. 2.380 Hektar im Alb-Donau-Kreis in den Gemeinden Altheim, Ballendorf, Setzingen und Weidenstetten.
Das Gebiet gehört zu den Naturräumen Albuch und Härtsfeld und Lonetal-Flächenalb.

## Landschaftscharakter
Sackental, Hungerbrunnental und ihre Seitentäler sind für die Flächenalb charakteristische Trockentäler, wobei der Hungerbrunnenbach periodisch auch Wasser führt. Die Landschaft wird von einem Mosaik aus Wald, landwirtschaftlichen Flächen und Wacholderheiden geprägt.

## Zusammenhängende Schutzgebiete
Das Landschaftsschutzgebiet grenzt im Südosten an die Landschaftsschutzgebiete Lone- und Hürbetal und Mittleres Lonetal und im Westen an die Landschaftsschutzgebiete Amstetten und Lonsee. Im Nordosten grenzt zudem das kleine Landschaftsschutzgebiet Telle an.
Bei Altheim liegt das Naturschutzgebiet Hungerbrunnental eingebettet in das Landschaftsschutzgebiet.
Das Landschaftsschutzgebiet überschneidet sich teilweise mit dem FFH-Gebiet Hungerbrunnen-, Sacken- und Lonetal.
Durch die Ausweisung des Naturschutzgebiets Hungerbrunnental und des Landschaftsschutzgebiets Amstetten wurde das Landschaftsschutzgebiet Hungerbrunnental seit seiner Ausweisung um ca. 521 Hektar verkleinert.